# Église Saint-Remy de Scy
Pour les articles homonymes, voir Église Saint-Rémi.
L'église Saint-Remy ou Saint-Rémi est une église catholique dédiée à saint Remi, située à Scy-Chazelles dans le département de la Moselle, en France.

## Historique
Construite et terminée à la fin du XIe siècle ou au début du XIIe siècle avec une travée d'avant-nef avec tour-porche axiale, une nef flanquée de collatéraux, elle est constituée d'un porche de deux travées de la fin du XVe siècle et modifié au XIXe siècle.
Son chœur est flanqué de deux chapelles voûtées sur croisées d'ogives de la fin du 15e. Une sacristie a été bâtie au XIXe siècle.

## Protection
L'église est inscrite au titre des monuments historiques par arrêté du 26 juin 1997.

## Galerie

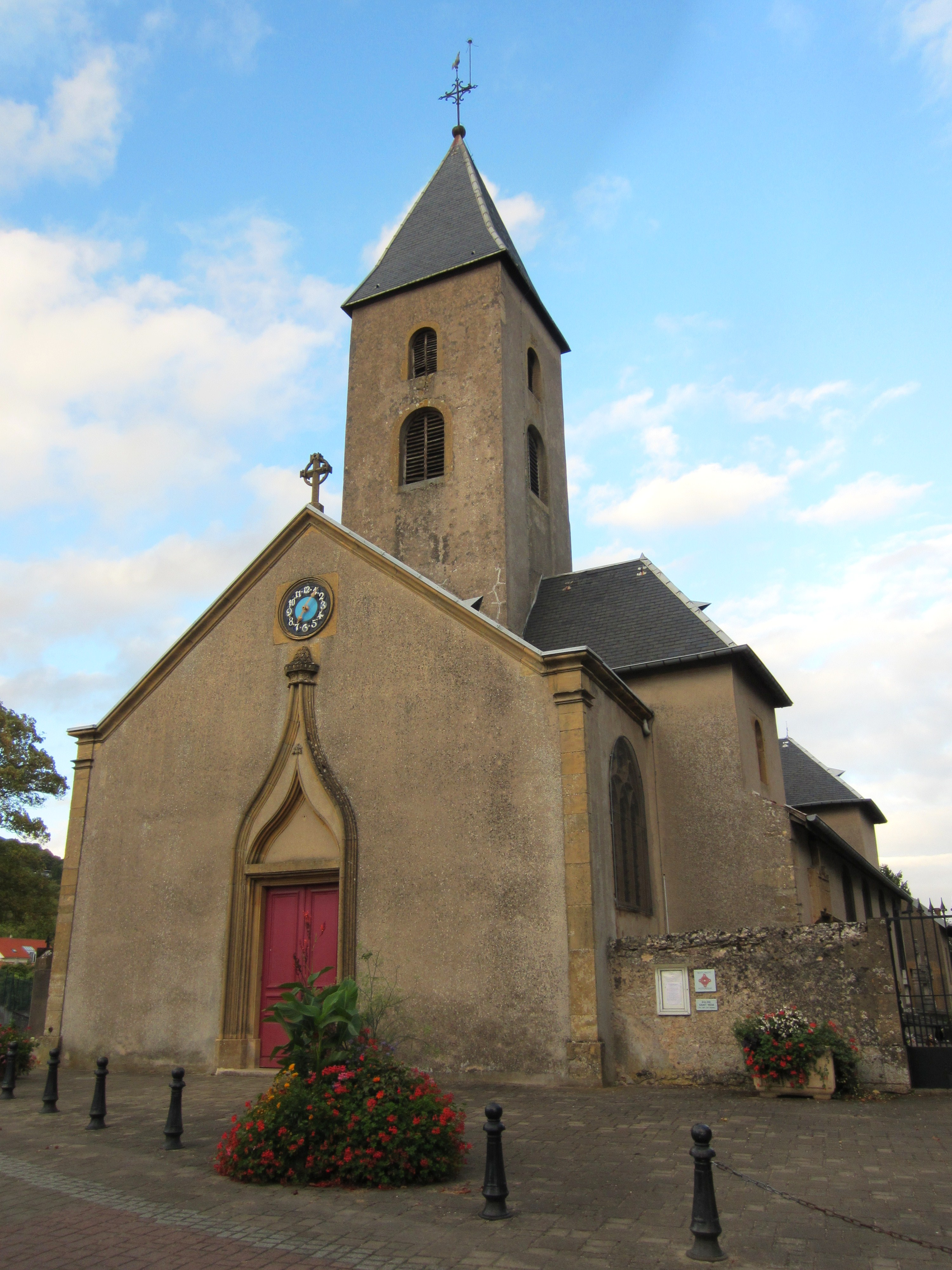
Église avant sa rénovation.
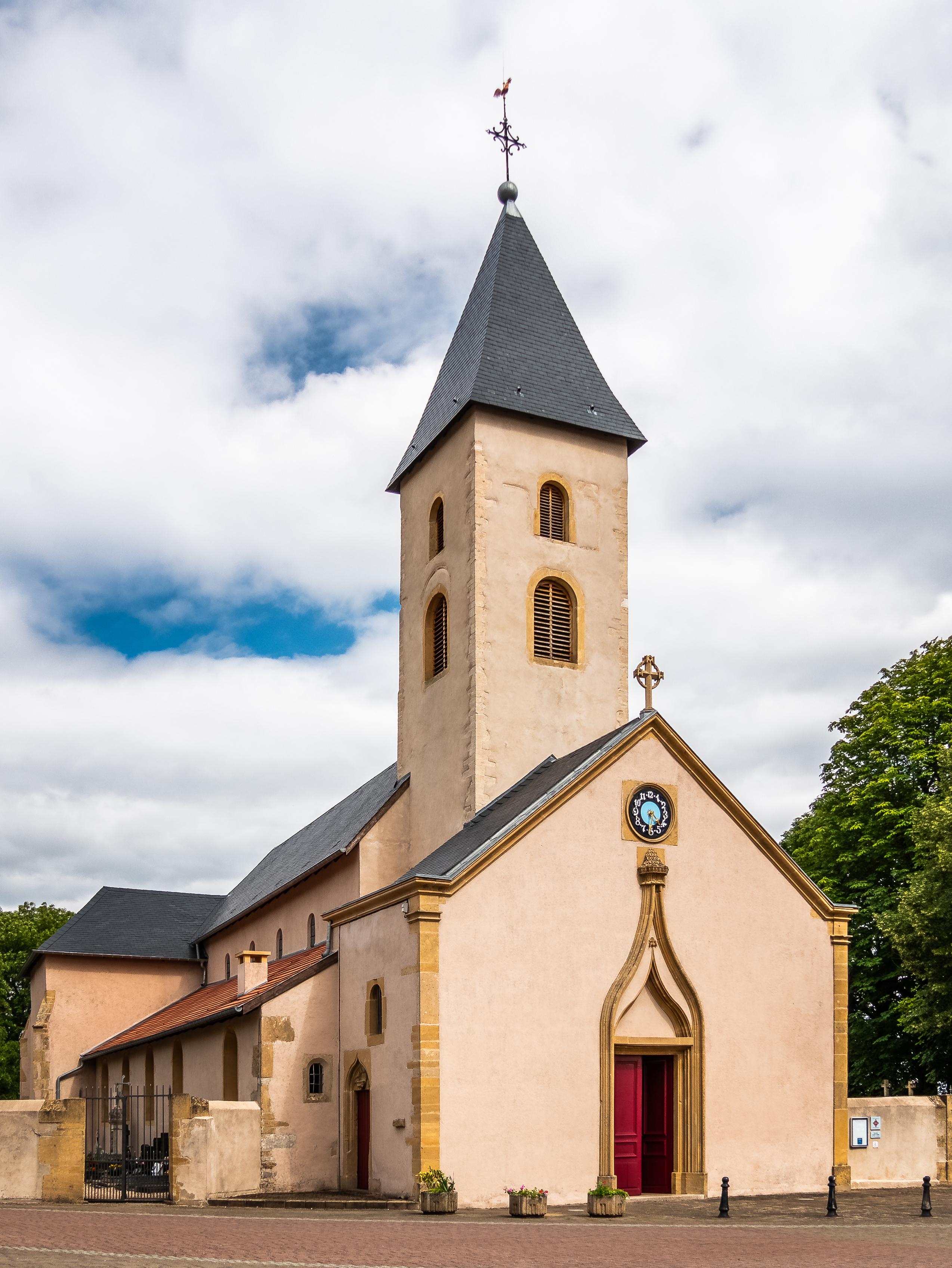
Église vue de face.
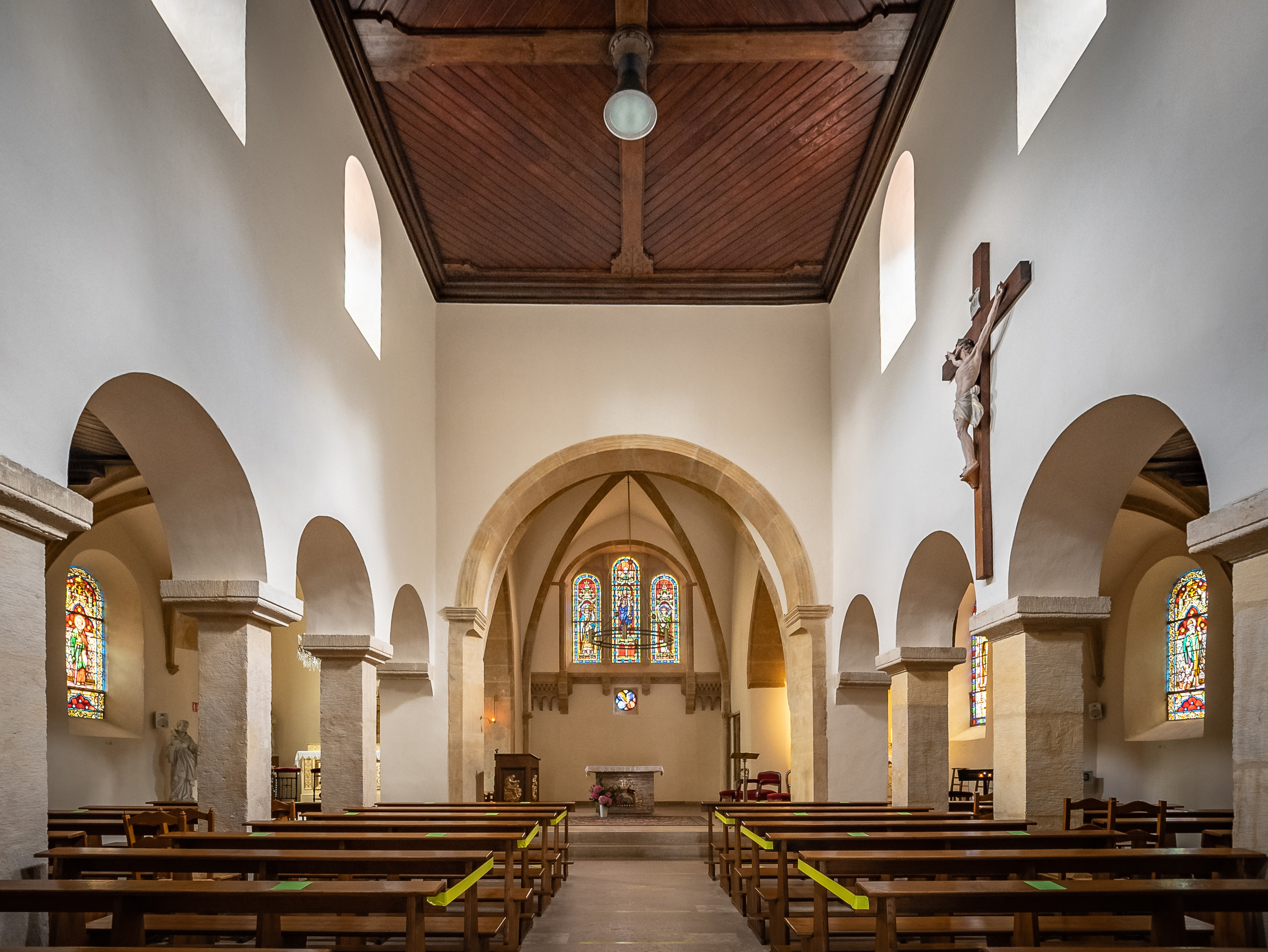
Intérieur.
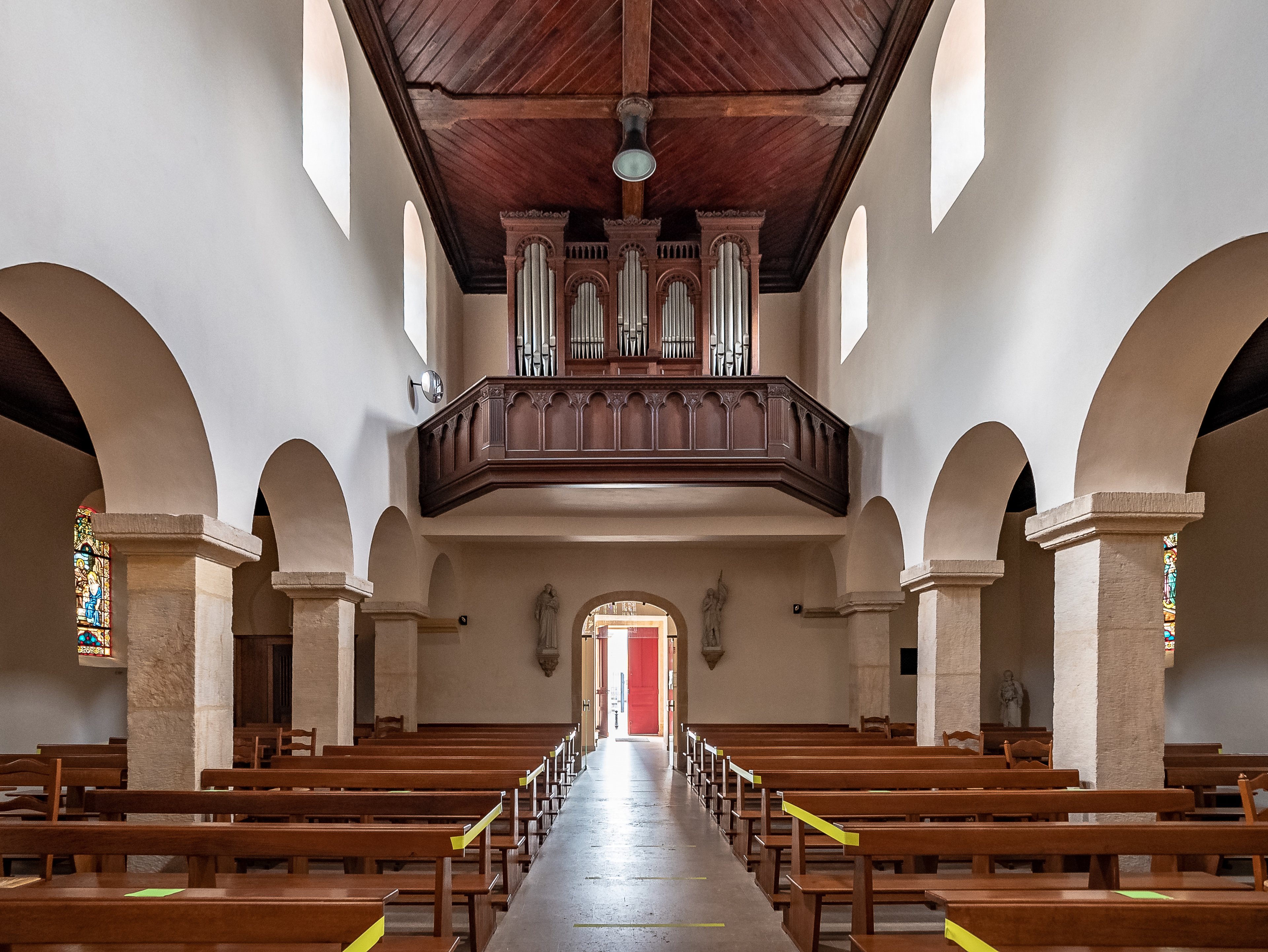